# Rhopalodina
Genre
Rhopalodina est un genre d'holothuries (concombre de mer) de la famille des Rhopalodinidae.

## Description et caractéristiques
Ce sont des holothuries sessiles endogées en forme d'outre, composées d'un « cou » (comportant à la fois la bouche et l'anus) et d'une « panse ». 
Toutes les espèces de ce genre vivent dans la boue sur les côtes ouest-africaines.

## Liste des espèces
Selon World Register of Marine Species (21 mars 2015) :
- Rhopalodina cabrinovici Thandar & Arumugam, 2011
- Rhopalodina celsa Cherbonnier, 1988
- Rhopalodina compacta Cherbonnier, 1964
- Rhopalodina gracilis Panning, 1934
- Rhopalodina intermedia Panning, 1934
- Rhopalodina intesti Cherbonnier, 1988
- Rhopalodina lageniformis Gray, 1853
- Rhopalodina pachyderma (Panning, 1932)
- Rhopalodina panningi Heding, 1937
- Rhopalodina parvalamina Cherbonnier, 1965
- Rhopalodina proceracolla Cherbonnier, 1965
- Rhopalodina turrisalta Cherbonnier, 1988
- Rhopalodina turrisdensa Cherbonnier, 1988